# Wciągarka

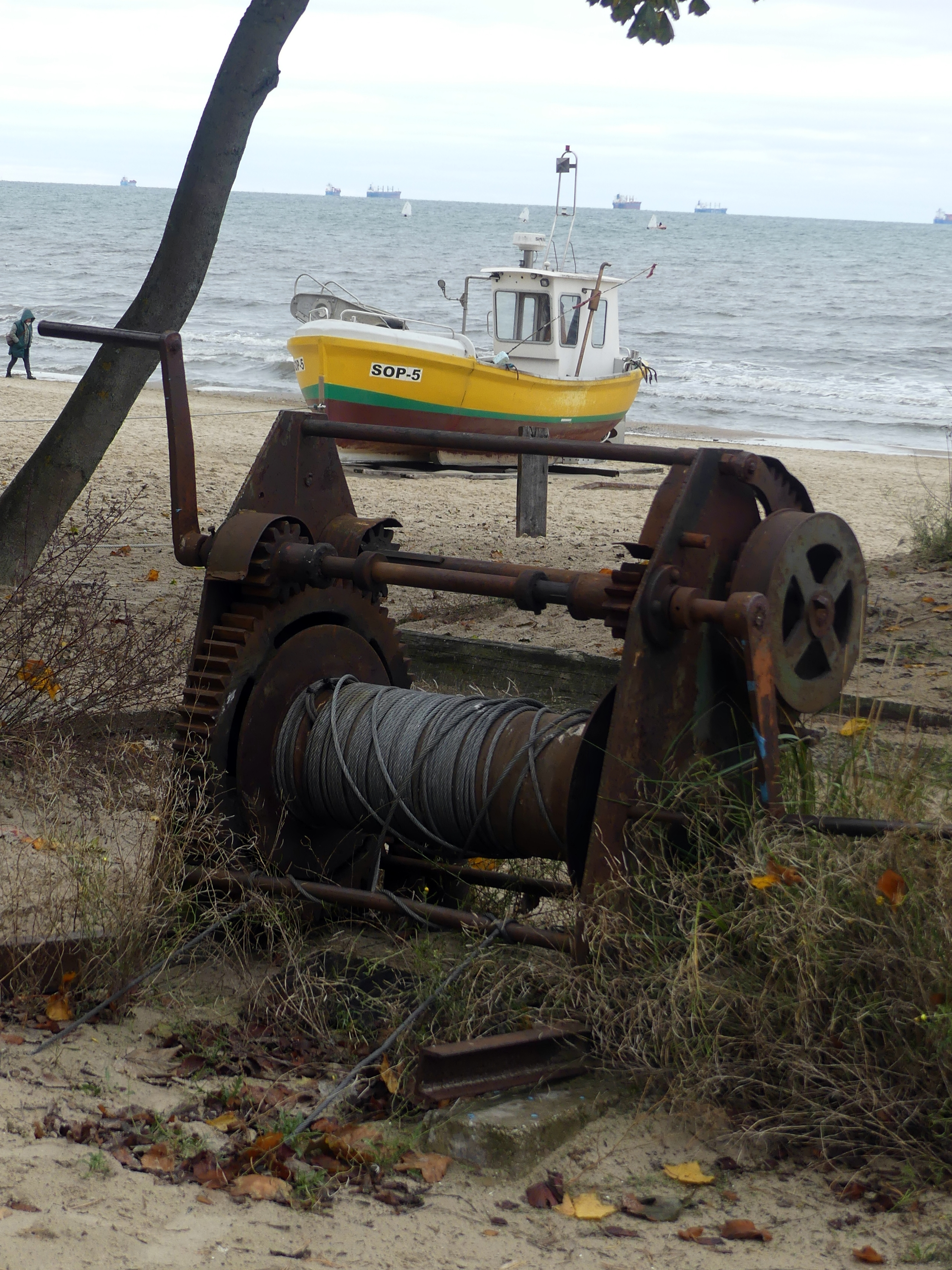
Ręczna wyciągarka do łodzi rybackich

Wciągarka – cięgnik, w którym zespół mechanizmów jest zbudowany na odrębnej konstrukcji nośnej, którą stanowić może rama (stała, przesuwana lub przejezdna). Wciągarka jest to urządzenie mechaniczne, które jest używane do ciągnięcia przedmiotów pionowo w górę lub poziomo w bok lub w innym przypadku do uzyskania odpowiedniego „naciągu” liny, kabla lub drutu. W swojej najprostszej postaci składa się z bębna i przyłączonej korbki. W większych formach, wciągarki stosowane są w maszynach jak np. lawety, windy lub przemysłowo na statkach do ich przeciągania bądź budowy linii napowietrznych jako wciągarki hydrauliczne. Szpula wciągarki nazywana jest bębnem wciągarki na który nawijana jest lina. Bardziej złożone modele mają zespoły przekładni, a lina może być nawijana bezpośrednio na bęben lub za pośrednictwem kabestanów. Wciągarki w zależności od potrzeb mogą być zasilane elektrycznie, hydraulicznie, pneumatycznie lub za pomocą wewnętrznych napędów spalinowych. Niektóre z nich mogą zawierać elektromagnetyczny lub mechaniczny hamulec bezpieczeństwa (negative break) automatycznie blokujący bęben podczas postoju uniemożliwiając odwijanie się liny. Do mniejszych ciężarów używane są wciągarki ręczne, łańcuchowe lub linowe wykorzystujące tę samą zasadę kabestanów z zabezpieczeniem zapadką. Do większych ciężarów stosuje się zwykle wciągarki hydrauliczne o sile ciągnięcia 300 kN i większych, których napędem jest zwykle silnik spalinowy przenoszący siłę na obwód hydrauliczny.

## Zastosowanie
Różnorodność konstrukcji  pozwala na wszechstronne i wygodne zastosowanie wciągarek praktycznie we wszystkich sytuacjach. Nowoczesne wciągarki posiadają zabezpieczenia przed przeciągnięciem, które zatrzymują pracę. Wciągarki spalinowe lub elektryczne zaopatrzone są w silnik, który może pracować w obu kierunkach.
Wciągarki stosuje się we wszystkich działach przemysłu, ale głównie w stoczniach, energetyce, kolejnictwie oraz przemyśle motoryzacyjnym i budowlanym.